# Прапор Оклахоми
Прапор Оклахоми (англ. Flag of Oklahoma) — один з державних символів американського штату Оклахома.
Прапор є прямокутним полотнищем небесно-синього кольору, в центрі якого розташований щит із бізонової шкіри, традиційний для індіанського племені осейджів, який має сім орлиних пер. Нижче напис OKLAHOMA (з англ. Оклахома).
Щит осейджей перехрещений двома символами миру: люлькою — символізує корінних жителів США, і оливковою гілкою — символізує європейських переселенців. Шість золотисто-коричневих хрестів — символи зірочок в індіанців. Синій колір полотнища взято з прапора часів Громадянської війни, що використався індіанським плем'ям чокто, що виступив на стороні конфедератів.
У 1907 році штат Оклахома увійшов до складу США і через чотири роки був прийнятий перший прапор штату. Він був червоним полотнищем з білою зіркою на синій підкладці в центрі полотнища, всередину зірки вписано число 46, що означає, що Оклахома стала сорок шостим штатом США.
У 1924 році, організацією «Дочки Американської революції», був проведений конкурс на новий проєкт прапора штату. Хоч його кольори були взяті з прапора США, тим не менше червоні прапори асоціювалися з комунізмом. Переможцем конкурсу став прапор розроблений Луїзою Флюк (Louise Fluke), який і був прийнятий 2 квітня 1925 року. Він був нинішнім прапором, тільки без напису OKLAHOMA. Цей напис був доданий в 1941 році, як засіб боротьби з неписьменністю.

## Гелерея

Попередній прапор Оклахоми, 2 квітня 1925 — 9 травня 1941
Попередній прапор Оклахоми, 27 лютого 1905 — 2 квітня 1925
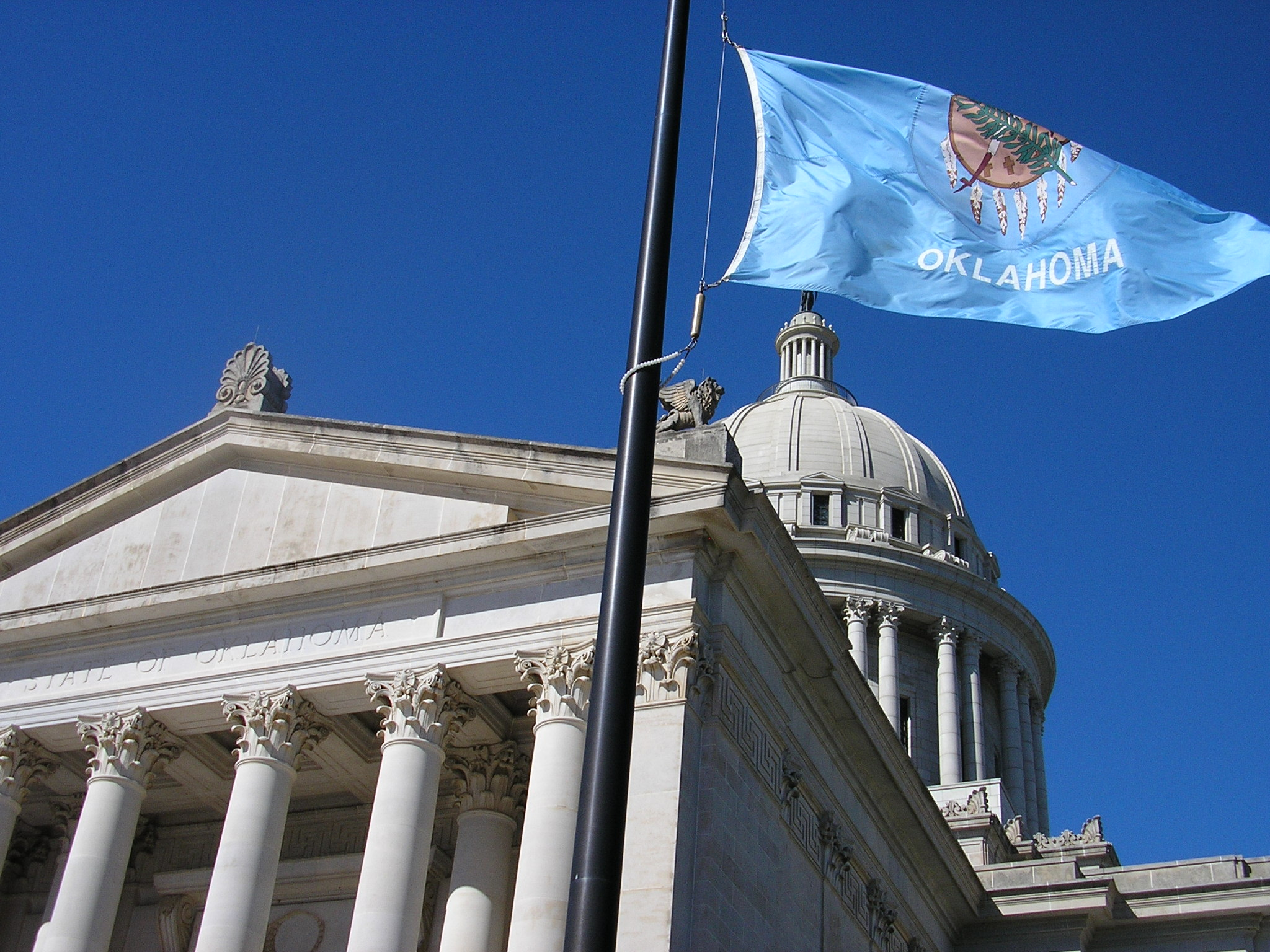
Прапор Оклахоми біля будівлі Капітолія штату